# شهین مهین‌فر
شهین مهین‌فر (زادهٔ ۳۱ خرداد ۱۳۲۷) مجری و گویندهٔ رادیو و تلویزیون سابق ایرانی است. از او با لقب «مادر رادیو» یاد می‌کنند.
فرزند او امیرارشد تاجمیر در جریان اعتراضات دی ۱۳۸۸ کشته شد. مأموران امنیتی، مهین‌فر را تحت فشار قرار دادند تا اعلام کند که خود او در کنار فرزندش حضور داشته و شاهد است که پسرش در اثر یک سانحه کشته شده ‌است. آن‌ها همچنین وی را تهدید کردند در صورت عدم همکاری، حقوقش در صدا و سیما را از دست می‌دهد. مهین‌فر پس از آن، همکاری خود را با صدا و سیما قطع کرد.

## زندگی‌نامه

شهین مهین‌فر به همراه فرزند جانباخته‌اش امیرارشد تاجمیر

شهین مهین‌فر در ۳۱ خرداد سال ۱۳۲۷ در رشت متولد شد و در تهران بزرگ شد. از سال ۱۳۴۷ همکاری خود را با گروه کودک رادیو تلویزیون اصفهان آغاز نمود. او در سال ۱۳۵۲ همکاری رسمی خود را به عنوان گوینده رادیو و تلویزیون، با صدا و سیمای کردستان، شروع کرد و پس از آن در تهران متمرکز شد. از جمله برنامه‌های رادیویی که اجرا کرده‌است می‌توان به: «راه شب»، «فرهنگ مردم»، «آواها و نواها»، «پذیرایی» و … اشاره کرد. او از برگزیدگان هفتمین جشنوارهٔ رادیو ایران و همچنین از داوران هشتمین جشنواره بین‌المللی صدا بود.
شهین مهین‌فر پس از کشته شدن فرزندش «امیرارشد تاجمیر» در تظاهرات ۶ دی، ظهر عاشورای سال ۱۳۸۸ همکاری خود را با صدا و سیما قطع کرد.
در اردیبهشت ۱۳۹۸ به مناسبت هفتاد و نهمین سالروز تولد رادیو در ایران، از شهین مهین‌فر با عنوان «پیشکسوت گویندگی» به همراه چند گویندهٔ دیگر تقدیر به عمل آمد.

## برخی از فعالیت‌ها

#### مجری و گوینده برنامه‌های رادیویی
- «راه شب»[۲][۱۲]
- «فرهنگ مردم»[۱۳]
- «آواها و نواها»[۱۴]
- «پذیرایی»[۱۵]
- «این یک برنامه خانوادگی است»[۱]
- «عصرانه»[۱۶]
- «پنجره»[۱۷]
- «از مدینه تا ملکوت»[۱۸]
- «پای بوس»[۱۹]
- «درک معما»[۲۰]
- «بیگانه ای در من»[۲۱]
- «سیر و سیاحت»[۲۲]
- «خلیج یعنی فارس»[۲۳]
- «ایرانشهر»[۲۴]
- «بزرگ بانو»[۲۵]
- «بهار در راه است»[۲۶]

#### بازیگری
- نمایش «اثر پرتوهای گاما بر گل‌های همیشه بهار» به کارگردانی مهتاب نصیرپور[۲۷][۲۸]